# Denis Kudla (lutte)
Pour les articles homonymes, voir Kudla.
Ne doit pas être confondu avec Denis Kudla.
Denis Maksymilian Kudla, né le 24 décembre 1994 à Racibórz en Pologne, est un lutteur gréco-romain allemand.

## Carrière
Il est médaillé de bronze dans la catégorie des moins de 85 kg aux Championnats d'Europe de lutte 2016 à Riga et aux Jeux olympiques d'été de 2016 à Rio de Janeiro. Aux Championnats du monde de lutte 2017 à Paris, il remporte la médaille d'argent dans la même catégorie. Il obtient une médaille de bronze aux Championnats d'Europe de lutte 2018 à Kaspiisk en moins de 87 kg.